# Guy Nosbaum
Guy Nosbaum, francoski veslač, * 18. maj 1930, Corbeil-Essonnes, Essonne, Francija, † 13. avgust 1996, Bagnolet, Seine-Saint-Denis, Francija.
Na Poletnih olimpijskih igrah 1952 je bil član četverca s krmarjem, ki je v polfinalu izpadel iz boja za olimpijske medalje. 
Osem let kasneje je v Rimu spet nastopil za Francijo v četvercu s krmarjem, ki je takrat osvojil srebro. 